# Entephria caeruleata
Entephria caeruleata är en fjärilsart som beskrevs av Achille Guenée 1858. Entephria caeruleata ingår i släktet Entephria och familjen mätare. Inga underarter finns listade i Catalogue of Life.